# اچ‌ام‌اس مگنیفیسنت (۱۸۰۶)
اچ‌ام‌اس مگنیفیسنت (به انگلیسی: HMS Magnificent (1806)) یک کشتی بود که طول آن ۱۷۴ فوت (۵۳ متر) بود. این کشتی در سال ۱۸۰۶ ساخته شد.